# Bromsvätska
Bromsvätska kallas mediet i ett hydrauliskt bromssystem som används för att överföra kraft från exempelvis en bromspedal via en huvudbromscylinder till en eller flera slavcylindrar som i sin tur påverkar en mekanisk broms.
Bromsvätskans huvudsakliga uppgifter är hydraulmedium, bibehålla en hög kokpunkt samt smörja tätytor och packningar.
Bromsvätskan indelas huvudsakligen i tre grupper efter vilket bas de är framställda av. De olika baserna är inte blandbara. Inom samma basgrupp så är de blandbara kemiskt dvs DOT 3, 4 och 5.1. Varje tillverkare har tätningar och slangar enligt vad de avser att använda för sort, och problem uppstår om fel typ av vätska tillsätts. De flesta system måste byta alla packningar om ex DOT 4 har fyllts på i ett LHM system etc. DOT 4 har även haft problem med bakåtkompatibilitet i vissa DOT 3 system.

## D.O.T.-klassificering av bromsvätska
Grundegenskaperna hos bromsvätskor regleras bland annat genom direktiv från amerikanska D.O.T. (Department of Transportation) och har indelats i fem generationer som är någorlunda kompatibla.
- DOT 2   tidig standard för trumbromssystem, ej längre använd
- DOT 3   (även känd som SAE J1703) är den äldsta använda typen och består till större delen av trietylenglykolmonometyleter
- DOT 4   är också glykolbaserad men med andra tillsatser såsom boratestrar. Är normen för Europa och är prestandamässigt mycket bättre än DOT 3 avseende kokpunkt men är också aggressivare mot icke anpassade packningar och slangar
- DOT 5   är en silikonbaserad, icke-hygroskopisk bromsvätska som fanns innan DOT 4.
- DOT 5.1 är en senare indelning av DOT 5 klassen för att skilja på silikon- och glykolbaserade vätskor som klarar samma krav. Är den senaste generationen som passerat den silikonbaserade DOT 5 i kokpunkt, men som det inte görs någon vidare reklam för då den för lätt kan förväxlas med namnet på silikontypen. Teoretiskt sett hör de flesta av dagens mest avancerade DOT 4-produkter egentligen till denna klass.
- DOT 6   är EJ en D.O.T.-klassificering än, utan är ett försäljningsnamn från OMP racing för en bromsvätska.

## Glykolbaserade bromsvätskor

### Historik
Glykolbaserade bromsvätskor är industristandard sedan länge, en del utbrytare finns men de är få. Orsaken är att alla hydraulsystem, som inte är hermetiska, har en viss luftväxling med temperaturväxlingarna (Boyles lag), med luft kommer luftfuktighet, som till slut kondenserar till vatten som kontaminerar hydraulvätskan. En maskin arbetar oftast och dessutom i en tempererad och ofta fuktkontrollerad miljö, vilket inte ger så mycket gasväxling, medan en bil blir varm och kall, står ute i regn, snö och sommarhetta vilket ger en stor gasväxling. Detta tenderade ju självklart inte att vara ett problem under första delen av 1900-talet då bromsarna var mekaniska, men i och med att prestanda på både vägar och motorer steg behövde man förstärkning på bromsfronten då de mekaniska bromsarna var mycket ojämna i bromsverkan på grund av justeringssvårigheter. Hydraulik var lösningen där ett identiskt tryck kunde åstadkommas på flera punkter samtidigt. Utvecklingen gjorde att bilarna fick en servoassistans från insugsvakuumet, så det blev ännu lättare att bromsa. Men all rörelseenergi måste ju ta vägen någonstans: värme. Värmen från bromsarna gav högre gasväxling och skapade mer vatten i bromssystemet, och helt plötsligt så kokade vattnet vid inbromsning, vilket gav gas i ett hydraulsystem, vilket gör att det upphör att fungera. Hydraulsystemets främsta egenskap är att hydraulvätska ej kan komprimeras, men det kan gasen som bildades. För att få bort vattnet så måste man ha en vätska som kan emulgera med vattnet och behålla vätskeformen vid så hög temperatur som möjligt: glykol.

### Innehåll
Trietylenglykolmonometyleter
Löslig i vatten och alkoholer

### Egenskaper
Hygroskopisk. Nackdelen är att glykolbaserad bromsvätska är ett mycket effektivt färgborttagningsmedel när man minst önskar det (spill ej på lacken). Samlar in föroreningar samt vatten för att sedan ta med dessa ut ur systemet vid byte, vid ett byte så stannar enligt prov ca 30% av den gamla vätskan kvar i systemet. Om man ej byter vätskan med intervall uppstår korrosionsangrepp på tätytor i cylindrar och kolvar.

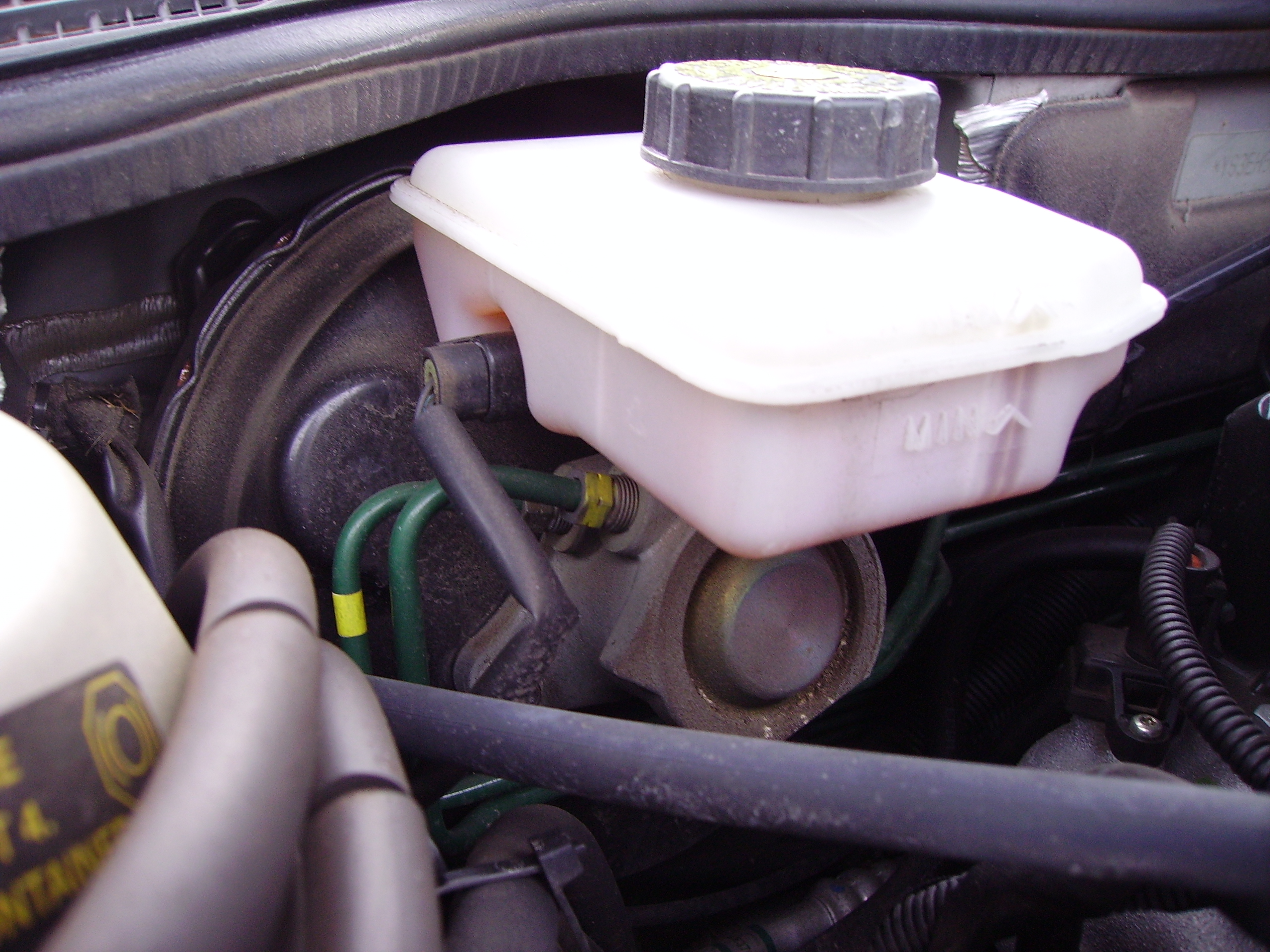
Bromsvätskebehållare SAAB 9-5. Läs alltid på locket till behållaren för att vara säker.

### Användning
Ungefär 90% av alla bil- mc- och bromstillverkare rekommenderar glykolbaserad bromsvätska. Används även i hydrauliska kopplingssystem hos vissa tillverkare.
Gamla engelska bilar var känt känsliga mot DOT 4 och kör fortfarande på DOT 3 i många fall.
Amerikanarna kör fortfarande på DOT 3 enligt Corvette C6 2009 samt Dodge Challenger SRT8 2010 Owners Manual
Europeiska bilar har mer eller mindre DOT 4 som standard, troligen sedan ABS introducerades (mitten av 90-talet), men även där;
på bromsvätskebehållaren står det vilken sort som skall användas.

## Mineral- eller paraffinoljebaserade bromsvätskor
Olja började användas som broms/hydraulvätska för flyget och senare för bilar 1955 av Citroën till deras revolutionerande bil Citroën DS. Bilen hade ett hydraulsystem som integrerade fjädring, dämpning, styr- och bromsservo. Oljan för uppdraget heter numera LHM och är grön för att inte förväxlas. På senare år har även traktorbranschen fått upp ögonen för nyttan med en bromsvätska som inte rostar sönder bromsarnas kolvar och cylindrar, och framför allt inte behöver bytas så ofta.

## Silikonbaserade bromsvätskor

### Historik
USA:s försvarsmakt sökte en lösning på att dess fordons bromssystem samlade på sig vatten på sommaren och sedan frös sönder på vintern, självklart efter att ha sett till att allt rostat sönder inuti först. De hade märkt att i djungeln med extremt hög luftfuktighet kunde bromsvätskan suga åt sig så mycket vatten att den behövde bytas redan efter en månad. Tillsammans med Dow Corning och General Electric togs en förbättrad bromsvätska tillverkat av silikon fram.

### Innehåll
>70% Polydimethylsiloxane
Lösningsmedel är Toluen samt uppvärmd Aceton

### Egenskaper
Silikon är till skillnad från glykol ej löslig i vatten och har lägre densitet än både glykol och vatten. Dessa skulle vid förekomst ansamlas i systemets lägsta punkt, bromsoket, detta är tyvärr också punkten som genererar värmen i systemet. Detta gör att man inte kan byta till silikon såvida inte hela systemet byggs upp på nytt med nya tätningar, gäller även om glykolbaserat skall ersätta silikon. Man kan koka bort infångad fukt och gas ur silikonoljan. Silikon är en isolator som i små mängder kan skapa stora problem i elsystem, som alla vätskor påverkas den av kapillärkraften, vilket gör att den gärna kryper längs repor, skarvar, exempelvis mellan elektriska kontaktytor. Silikon påverkar även ytspänningen vilket kan skapa problem på en kontaminerad yta vid lackering. Olika tätningsmaterial kan reagera med de olika bromsvätskorna. Silikon samlar inte på sig avlagringar och åldras ej. Vid förbränningstemperaturer kan silikonet förlora sin vätskeform och övergå i sin grundform: sand. Om vakuumservo på en bensinmotor används så är det alltså bra om huvudbromscylindern ej läcker in via vakuumklockan till insuget.

### Användning
Silikonvätskan lämpar sig inte för ABS-system då det har en tendens till att skumma samt inte ha samma smörjegenskaper metall mot metall som de glykolbaserade vätskorna vilket är känsligt i ABS-pumpen, en antiskumningsagent finns dock hos Dow Chemicals.
Hobbyfordon som inte tävlar är mer eller mindre användningsområdet då de flesta moderna bilar har ABS. 
En del större veteranbilsrenoverare/museer, USA:s försvarsmakt och Harley Davidson 1984-2006 har det som standard.

## Jämförelsetabell
| Typ                                                                                              | DOT 2    | DOT 3  | DOT 4    | DOT 5    | DOT 5.1 | LHM+                                                                      |
| ------------------------------------------------------------------------------------------------ | -------- | ------ | -------- | -------- | ------- | ------------------------------------------------------------------------- |
| Bas                                                                                              | Glykol   | Glykol | Glykol   | Silikon  | Glykol  | Mineralolja eller paraffin                                                |
| Kokpunkt 0%fukt                                                                                  | 190°C    | 205°C  | 230°C    | 260°C    | 270°C   | 255°C                                                                     |
| Kokpunkt 3,7%fukt                                                                                | n/a      | 140°C  | 155°C    | 180°C    | 190°C   | N/A                                                                       |
| Färg ny                                                                                          | Gul      | Gul    | Gul      | Violett  | Gul     | Grön                                                                      |
| Färg gammal                                                                                      | Brun     | Brun   | Brun     | Transp   | Brun    | Grön                                                                      |
| Smak                                                                                             | Söt      | Söt    | Söt      | ?        | Söt     | Oljig                                                                     |
| Vattenlöslig                                                                                     | Ja       | Ja     | Ja       | Nej      | Ja      | Nej                                                                       |
| Hygroskopisk                                                                                     | Ja       | Ja     | Mindre   | Nej      | Mindre  | Nej                                                                       |
| Komprimerbar                                                                                     | Nej      | Nej    | Nej      | Aningens | Nej     | Nej                                                                       |
| Lackaggressiv                                                                                    | Ja       | Ja     | Ja       | Nej      | Ja      | Nej                                                                       |
| ABS-kompatibel                                                                                   | Knappast | Ja     | Ja       | Nej*     | Ja      | Ja                                                                        |
| Fordonsanvändning                                                                                | N/A      | US&UK  | Standard | Hobby    | Snart   | Citroën, HD, RR samt traktorer från bland annat DB, Fiat, NH samt Case IH |
| (Alla temperaturer är minimumkrav enligt respektive standard utdrag www.dot.gov där tillämpligt) |          |        |          |          |         |                                                                           |

En sammanställd lista på kokpunkter o priser från ett urval av märken finns här:
- http://www.automotiveforums.com/vbulletin/t20986.html